# إليك كينيدي
إليك كينيدي (24 يناير 1891 - 15 نوفمبر 1959) (بالإنجليزية: Alec Kennedy)‏ هو لاعب كريكت بريطاني (وحمل سابقاً جنسية المملكة المتحدة لبريطانيا العظمى وأيرلندا). شارك مع منتخب إنجلترا للكريكت.

## وصلات خارجية
- إليك كينيدي على موقع إي آس بي آن كريك إنفو (الإنجليزية)